# Équipe de France de beach soccer en 2016
Maillots
Cet article traite de l'année 2016 de l'Équipe de France de beach soccer.

## Résumé de la saison
La saison débute au mois d'avril avec un premier rassemblement de 20 joueurs en Gironde, permettant de tester de nouveaux joueurs observés en 2015 lors du Championnat de France notamment. Un second stage, dans les Bouches-du-Rhône, est organisé en mai avec 15 joueurs plus habitués aux joutes internationales. Enfin, pour clore la préparation de la saison, les Bleus accueillent à Balaruc-les-Bains le Maroc pour une double confrontation. La France remporte les deux rencontres aux tirs au but.
L'EBSL débute de la plus mauvaise des manières avec une série de trois défaites en trois matchs lors de la première étape à Moscou. Les Bleus s'inclinent lourdement contre la Suisse et la Pologne et n'opposent qu'une résistance stérile contre la Russie. Ils arrivent donc dos au mur à Sanxenxo pour la deuxième étape. Là encore, les Français cèdent dans les grandes largeurs contre l'Ukraine et l'Espagne et ne doivent leur maintien en Division A que grâce à une courte victoire contre la Roumanie et un quadruplé d'Anthony Barbotti.
Au début du mois de septembre, les protégés de Stéphane François se rendent à Jesolopour les qualifications pour la Coupe du Monde 2017 qui se tiendra aux Bahamas. Ils finissent 1er de leur poule de première phase en dominant successivement l'Azerbaïdjan, la Bulgarie et la Hongrie. Lors du premier match de la seconde phase, un triplé de Stéphane Belhomme, nouvel appelé en Bleu, permet aux Français d'arracher le nul puis une victoire aux tirs au but contre la Biélorussie. Le deuxième adversaire, le Portugal, mettra un terme aux ambitions françaises de qualification. Les dernières rencontres, victoire contre la Grèce, défaite contre la Russie et victoire contre l'Azerbaïdjan de nouveau, permettront de classer les Bleus à la 7e place qui, malgré une prestation honorable, scelle l'absence de la France à la Coupe du Monde pour la 5e édition consécutive.

## Résultats détaillés
| Match amical         | France | 3 – 3 4 – 3 t. a. b. | Maroc |                   |                   |
| 18 juin 2016 16 h 00 | Barbotti · François · Barbotti                                                                                                   |                      |       | Balaruc-les-Bains | Balaruc-les-Bains |
| 18 juin 2016 16 h 00 | Marques · Barbotti · Maison · Saïd                                                                                               | Tirs au but 4 – 3    |       | Balaruc-les-Bains | Balaruc-les-Bains |
| 18 juin 2016 16 h 00 | Cianni - Cordenier - Dupin - Prouvost - Barbotti - Basquaise - Beaugrard - Fischer - François - Maison - Marques - Saïd - Soares | Équipes              |       | Balaruc-les-Bains | Balaruc-les-Bains |

| Match amical         | France | 2 – 2 3 – 1 t. a. b. | Maroc |                   |                   |
| 19 juin 2016 16 h 00 | Marques · Basquaise |                      |       | Balaruc-les-Bains | Balaruc-les-Bains |
| 19 juin 2016 16 h 00 | Marques · Barbotti · Grandon | Tirs au but 3 – 1    |       | Balaruc-les-Bains | Balaruc-les-Bains |
| 19 juin 2016 16 h 00 | Cianni - Cordenier - Dupin - Prouvost - Barbotti - Basquaise - Beaugrard - Fischer - Grandon - Maison - Marques - Saïd - Soares | Équipes              |       | Balaruc-les-Bains | Balaruc-les-Bains |

| Euro Beach Soccer League | Suisse | 10 – 4  | France                                                                                              |        |        |
| 1 juillet 2016 14 h 45   | 1re Stankovic · 8e Hodel · 8e Ott · 12e Stankovic · 16e Hodel · 21e Hodel · 21e Spaccarotella · 26e Spaccarotella · 27e Spaccarotella · 30e Hodel |         | 12e Marques · 31e Grandon · 34e Beaugrard · 36e Barbotti                                            | Moscou | Moscou |
| 1 juillet 2016 14 h 45   | | Équipes | Cianni - Cordenier - Barbotti - Basquaise - Beaugrard - Fischer - Grandon - Maison - Marques - Saïd | Moscou | Moscou |

| Euro Beach Soccer League | Russie | 3 – 0   | France                                                                                              |        |        |
| 2 juillet 2016 17 h 15   |        |         | | Moscou | Moscou |
| 2 juillet 2016 17 h 15   |        | Équipes | Cianni - Cordenier - Barbotti - Basquaise - Beaugrard - Fischer - Grandon - Maison - Marques - Saïd | Moscou | Moscou |

| Euro Beach Soccer League | France                                                                                              | 2 – 8   | Pologne |        |        |
| 3 juillet 2016 14 h 45   | 22e Basquaise · 34e Beaugrard                                                                       |         |         | Moscou | Moscou |
| 3 juillet 2016 14 h 45   | Cianni - Cordenier - Barbotti - Basquaise - Beaugrard - Fischer - Grandon - Maison - Marques - Saïd | Équipes |         | Moscou | Moscou |

| Euro Beach Soccer League | Ukraine | 5 – 1   | France                                                                                                  |          |          |
| 8 juillet 2016 16 h 45   |         |         | 13e Marques                                                                                             | Sanxenxo | Sanxenxo |
| 8 juillet 2016 16 h 45   |         | Équipes | Cianni - Cordenier - Barbotti - Basquaise - Beaugrard - Fischer - François - Grandon - Marques - Soares | Sanxenxo | Sanxenxo |

| Euro Beach Soccer League | Espagne | 11 – 3  | France                                                                                                  |          |          |
| 9 juillet 2016 19 h 15   |         |         | 1re Marques · 28e Basquaise · 28e Grandon                                                               | Sanxenxo | Sanxenxo |
| 9 juillet 2016 19 h 15   |         | Équipes | Cianni - Cordenier - Barbotti - Basquaise - Beaugrard - Fischer - François - Grandon - Marques - Soares | Sanxenxo | Sanxenxo |

| Euro Beach Soccer League | France                                                                                                  | 4 – 3   | Roumanie |          |          |
| 10 juillet 2016 17 h 15  | 1re Barbotti · 3e Barbotti · 8e Barbotti · 20e Barbotti                                                 |         |          | Sanxenxo | Sanxenxo |
| 10 juillet 2016 17 h 15  | Cianni - Cordenier - Barbotti - Basquaise - Beaugrard - Fischer - François - Grandon - Marques - Soares | Équipes |          | Sanxenxo | Sanxenxo |

| Qualifications Coupe du monde 2017 | France                                                                                       | 3 – 2   | Azerbaïdjan |        |        |
| 2 septembre 2016 13 h 10           | 6e Barbotti · 31e Samoun · 34e Samoun                                                        |         |             | Jesolo | Jesolo |
| 2 septembre 2016 13 h 10           | Dupin - Klein - Barbotti - Basquaise - Bizot - Fischer - François - Maison - Samoun - Soares | Équipes |             | Jesolo | Jesolo |

| Qualifications Coupe du monde 2017 | France                                                                                | 6 – 2   | Bulgarie |        |        |
| 4 septembre 2016 14 h 00           | 5e Angeletti · 15e Barbotti · 23e Soares · 24e Barbotti · 25e Maison · 33e Samoun     |         |          | Jesolo | Jesolo |
| 4 septembre 2016 14 h 00           | Dupin - Klein - Angeletti - Barbotti - Belhomme - François - Maison - Samoun - Soares | Équipes |          | Jesolo | Jesolo |

| Qualifications Coupe du monde 2017 | Hongrie | 7 – 8   | France |        |        |
| 6 septembre 2016 16 h 45           |         |         | 2e Barbotti · 13e Barbotti · 18e Belhomme · 20e Barbotti · 23e Barbotti · 32e Belhomme · 35e Basquaise · 36e Bizot | Jesolo | Jesolo |
| 6 septembre 2016 16 h 45           |         | Équipes | Dupin - Klein - Angeletti - Barbotti - Basquaise - Belhomme - Bizot - François - Maison - Samoun                   | Jesolo | Jesolo |

| Qualifications Coupe du monde 2017 | Biélorussie | 4 – 4 2 – 3 t. a. b. | France                                                                                             |        |        |
| 7 septembre 2016 10 h 15           |             |                      | 16e Basquaise · 25e Belhomme · 30e Belhomme · 35e Belhomme                                         | Jesolo | Jesolo |
| 7 septembre 2016 10 h 15           |             | Tirs au but 2 – 3    | Basquaise · Barbotti · Samoun ·                                                                    | Jesolo | Jesolo |
| 7 septembre 2016 10 h 15           |             | Équipes              | Dupin - Klein - Angeletti - Barbotti - Basquaise - Belhomme - Fischer - François - Samoun - Soares | Jesolo | Jesolo |

| Qualifications Coupe du monde 2017 | Portugal | 5 – 3   | France |        |        |
| 8 septembre 2016 16 h 30           |          |         | 11e Basquaise · 28e Barbotti · 33e Bizot                                                                  | Jesolo | Jesolo |
| 8 septembre 2016 16 h 30           |          | Équipes | Dupin - Klein - Angeletti - Barbotti - Basquaise - Belhomme - Bizot - François - Maison - Samoun - Soares | Jesolo | Jesolo |

| Qualifications Coupe du monde 2017 | France | 7 – 4   | Grèce |        |        |
| 9 septembre 2016 10 h 15           | 3e Maison · 5e Samoun · 24e Barbotti · 29e Bizot · 33e Basquaise · 34e Bizot · 36e Belhomme                |         |       | Jesolo | Jesolo |
| 9 septembre 2016 10 h 15           | Dupin - Klein - Angeletti - Barbotti - Basquaise - Belhomme - Bizot - Fischer - François - Maison - Samoun | Équipes |       | Jesolo | Jesolo |

| Qualifications Coupe du monde 2017 | Russie | 9 – 3   | France |        |        |
| 10 septembre 2016 14 h 00          |        |         | 1re Belhomme · 23e Fischer · 31e Basquaise                                                                          | Jesolo | Jesolo |
| 10 septembre 2016 14 h 00          |        | Équipes | Dupin - Klein - Angeletti - Barbotti - Basquaise - Belhomme - Bizot - Fischer - François - Maison - Samoun - Soares | Jesolo | Jesolo |

| Qualifications Coupe du monde 2017 | Azerbaïdjan | 3 – 4   | France |        |        |
| 11 septembre 2016 14 h 00          |             |         | 4e Angeletti · 18e Angeletti · 18e Basquaise · 27e Bizot                                                            | Jesolo | Jesolo |
| 11 septembre 2016 14 h 00          |             | Équipes | Dupin - Klein - Angeletti - Barbotti - Basquaise - Belhomme - Bizot - Fischer - François - Maison - Samoun - Soares | Jesolo | Jesolo |

## Statistiques

### Buteurs
16 buts                                
- Anthony Barbotti  ( Maroc x2,  Suisse,  Roumanie x4,  Azerbaïdjan,  Bulgarie x2,  Hongrie x4,  Portugal,  Grèce)

9 buts                  
- Jérémy Basquaise  ( Maroc,  Pologne,  Espagne,  Hongrie,  Biélorussie,  Portugal,  Grèce,  Russie,  Azerbaïdjan)

7 buts              
- Stéphane Belhomme  ( Hongrie x2,  Biélorussie x3,  Grèce,  Russie)

5 buts          
- Baptiste Bizot  ( Hongrie,  Portugal,  Grèce x2,  Azerbaïdjan)

4 buts        
- Frédéric Marques  ( Maroc,  Suisse,  Ukraine,  Espagne)
- Didier Samoun  ( Azerbaïdjan x2,  Bulgarie,  Grèce)

3 buts      
- Victor Angeletti  ( Bulgarie,  Azerbaïdjan x2)

2 buts    
- Léo Grandon  ( Suisse,  Espagne)
- Grégory Beaugrard  ( Suisse,  Pologne)
- Bryan Maison  ( Bulgarie,  Grèce)

1 but  
- Stéphane François  ( Maroc)
- Julien Soares  ( Bulgarie)
- Yannick Fischer  ( Russie)

### Effectif utilisé
| Numéro / Nom       | Numéro / Nom          | Équipe                                  | Sél. (but)                                                       | Date de naissance | J.              |                 |                 |                 |                 |
| Gardiens de but    | Gardiens de but       | Gardiens de but                         | Gardiens de but                                                  | Gardiens de but   | Gardiens de but | Gardiens de but | Gardiens de but | Gardiens de but | Gardiens de but |
| ------------------ | --------------------- | --------------------------------------- | ---------------------------------------------------------------- | ----------------- | --------------- | --------------- | --------------- | --------------- | --------------- |
|                    | Anthony Cianni        | BS Bassin de Thau                       | 24 (0)                                                           | 21 février 1990   | 8               | -               |                 |                 |                 |
|                    | François Cordenier    | LBS Dunkerque                           | 8 (0)                                                            | 21 janvier 1989   | 8               | -               |                 |                 |                 |
| 1                  | Lorenzo Dupin         | La Grande-Motte PBS                     | 15 (0)                                                           | 30 octobre 1995   | 10              | -               |                 |                 |                 |
| 12                 | Cédric Klein          | Arcachon                                | 8 (0)                                                            |                   | 8               | -               |                 |                 |                 |
|                    | Mathieu Prouvost      | SC Coquelles                            | 2 (0)                                                            | 14 août 1997      | 2               | -               |                 |                 |                 |
| Défenseurs         |                       |                                         |                                                                  |                   |                 |                 |                 |                 |                 |
| 2                  | Yannick Fischer       | FC Saint-Médard-en-Jalles               | 47 (4)                                                           | 17 décembre 1974  | 13              | 1               |                 |                 |                 |
| 8                  | Stéphane François     | Sans club                               |                                                                  | 11 avril 1976     | 12              | 1               |                 |                 |                 |
| 4                  | Bryan Maison          | CSO Amnéville                           | 12 (2)                                                           | 4 juillet 1997    | 12              | 2               |                 |                 |                 |
| 3                  | Julien Soares         | Montpellier HBS                         |                                                                  | 22 octobre 1988   | 11              | 1               |                 |                 |                 |
| Milieux de terrain |                       |                                         |                                                                  |                   |                 |                 |                 |                 |                 |
| 7                  | Jérémy Basquaise      | ASC La Caverne Saint-Paul-de-la-Réunion |                                                                  | 21 septembre 1985 | 15              | 9               |                 |                 |                 |
| 6                  | Baptiste Bizot        | FC Saint-Médard-en-Jalles               | 6 (5)                                                            | 29 août 1985      | 6               | 5               |                 |                 |                 |
|                    | Léo Grandon           | La Grande-Motte PBS                     | 13 (2)                                                           | 21 février 1995   | 7               | 2               |                 |                 |                 |
|                    | Frédéric Marques      | BS Aix-en-Provence                      |                                                                  | 25 août 1978      | 8               | 4               |                 |                 |                 |
|                    | Romain Saïd           | La Grande-Motte PBS                     | 5 (0)                                                            | 21 août 1986      | 5               | -               |                 |                 |                 |
| Attaquants         |                       |                                         |                                                                  |                   |                 |                 |                 |                 |                 |
| 18                 | Victor Angeletti      | CSO Amnéville                           | 8 (3)                                                            | 20 novembre 1994  | 8               | 3               |                 |                 |                 |
| 10                 | Anthony Barbotti      | La Grande-Motte PBS                     |                                                                  | 8 mars 1988       | 16              | 16              |                 |                 |                 |
|                    | Grégory Beaugrard     | FC Rouen 1899                           | 20 (6)                                                           | 25 janvier 1981   | 8               | 2               |                 |                 |                 |
| 15                 | Stéphane Belhomme     | La Grande-Motte PBS                     | 7 (7)                                                            | 19 novembre 1995  | 7               | 7               |                 |                 |                 |
| 5                  | Didier Samoun         | Marseille 12e BS                        |                                                                  | 29 août 1980      | 8               | 4               |                 |                 |                 |
| Sélectionneur      |                       |                                         |                                                                  |                   |                 |                 |                 |                 |                 |
|                    | Stéphane François     |                                         | Sélectionneur : 16 matchs (V : 6, Va.p. : 0, Vt.a.b. : 3, D : 7) | 11 avril 1976     |                 |                 |                 |                 |                 |
|                    | Gérard Sergent        |                                         | Sélectionneur-Adjoint                                            | 3 septembre 1965  |                 |                 |                 |                 |                 |
|                    | Arnaud Proust         |                                         | Sélectionneur-Adjoint                                            | 10 avril 1972     |                 |                 |                 |                 |                 |
|                    | Bernard de Fontenelle |                                         | Médecin                                                          |                   |                 |                 |                 |                 |                 |
|                    | Stéphane Laroche      |                                         | Kinésithérapeute                                                 |                   |                 |                 |                 |                 |                 |
|                    | Jean-Claude Printant  |                                         | Chef de délégation                                               | 6 juin 1953       |                 |                 |                 |                 |                 |

 = capitaine --  Gardien de butDéfenseurMilieu de terrainAttaquantSélectionneur